# St. Petrus und Paulus (Erlbach)

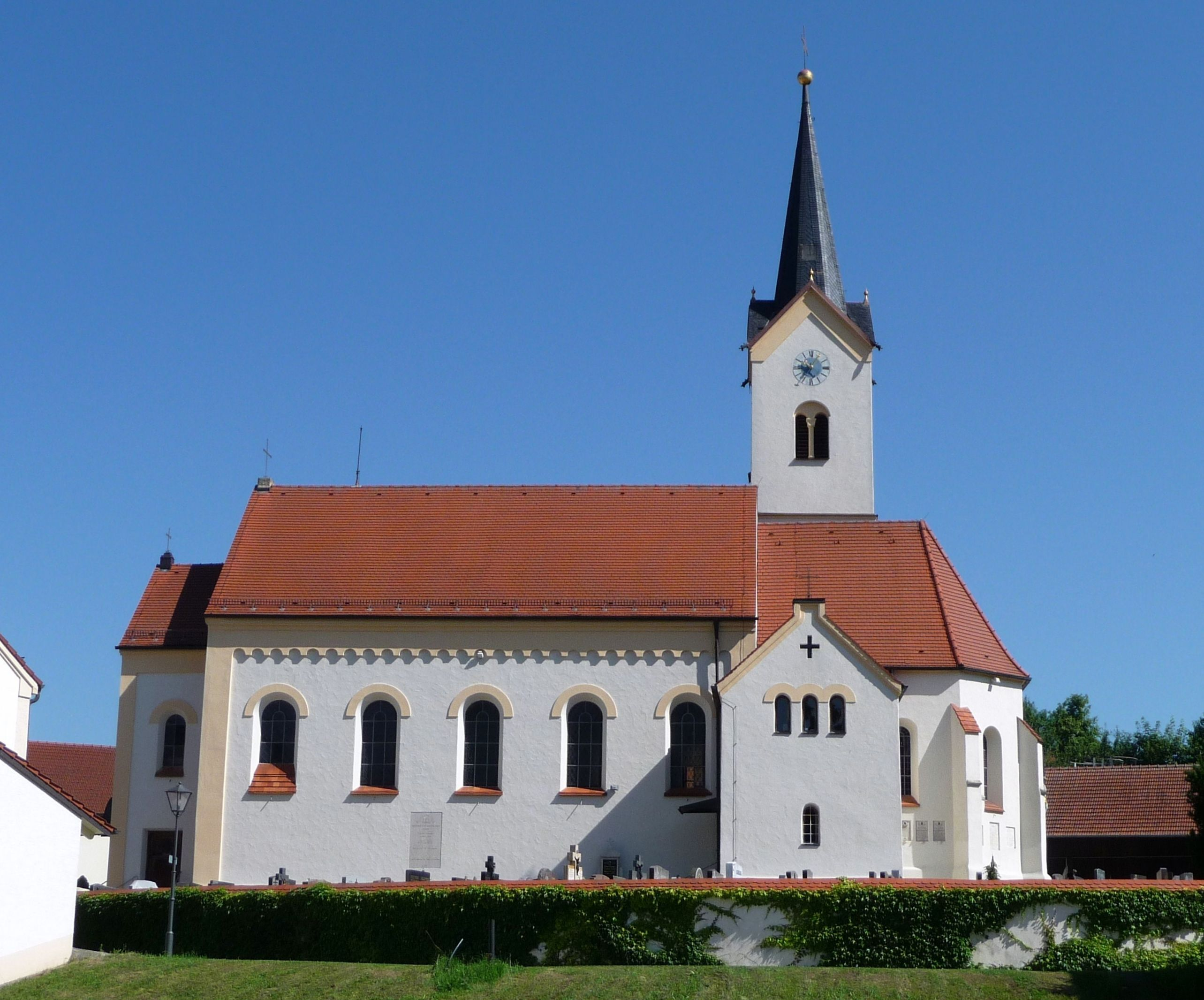
St. Peter und Paul in Erlbach

Die römisch-katholische Pfarrkirche St. Petrus und Paulus ist ein Baudenkmal im oberbayerischen Erlbach im Landkreis Altötting.

## Geschichte
Bereits im 12. Jahrhundert gab es eine kleine Kapelle in Erlbach. Der Chor und der Turm des heutigen Baus sind  vermutlich aus dem 15. beziehungsweise aus dem Anfang des 16. Jahrhunderts. Die den Aposteln Petrus und Paulus geweihte Kirche wurde 1890 barockisiert. Im gleichen Jahr wurde das Langhaus neu errichtet. Das Gotteshaus wurde 1990 bis 1994 renoviert.

## Baubeschreibung
St. Petrus und Paulus ist eine Saalkirche. Der zweijochige Chor hat einen Dreiachtelschluss. Die Chorrippen wurden entfernt. Der Turm befindet sich an der Nordseite.

## Ausstattung
Der Rahmenstuck ist aus dem späten 18. Jahrhundert. Die Deckengemälde aus dem Jahr 1947 zeigen das Jüngste Gericht (großes Gemälde) und Szenen aus dem Leben des heiligen Petrus im Altarraum. Die Altäre aus dem 17. Jahrhundert mit Knorpelornament wurden 1922/1923 umgestaltet. Im Hochaltar aus dem Jahre 1660 findet sich eine Schnitzfigur des heiligen Petrus und daneben die Heiligen Andreas und Paulus. Der Tabernakel ist aus der gleichen Zeit wie der Hochaltar. Die Mondsichelmadonna im nördlichen Seitenaltar ist aus der Zeit um 1500. Die Schutzmantelmadonna mit Stifterfamilie (in der Tracht der damaligen Zeit) in der Predella entstand im ersten Viertel des 16. Jahrhunderts und stammt ursprünglich aus St. Nikolaus und Florian in Birnbach. Die Figur des heiligen Andreas an der Südwand des Langhauses ist aus dem Ende des 15. Jahrhunderts. Die gotische Sakristeitür weist reichen Beschlag auf.